# Lommasjön (Karl Gustavs socken, Västergötland)
Lommasjön är en sjö i Varbergs kommun i Västergötland och ingår i Viskans huvudavrinningsområde.